# Locomotivă diesel

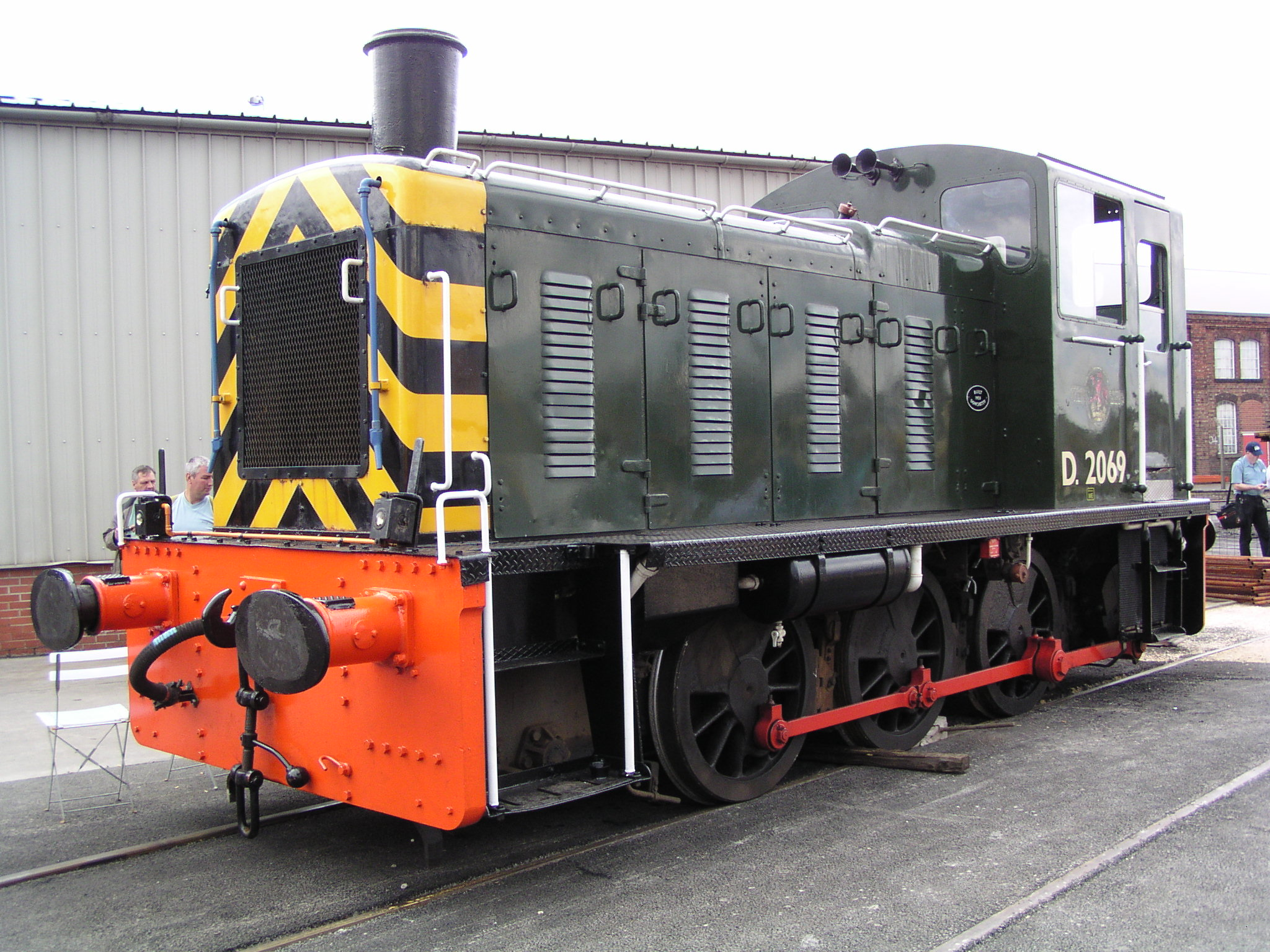
British Rail Class 03, locomotivă diesel britanică

Locomotiva diesel este o locomotivă la care energia necesară tracțiunii e furnizată de un motor Diesel intern. Se disting mai multe tipuri după modul de transmitere a puterii  la roți. 
Locomotivele Diesel au înlocuit treptat locomotiva cu abur, având avantaje substanțiale.

## Istorie
Istoria locomotivei Diesel începe încă de la sfârșitul secolului al XIX-lea, imediat după inventarea motorului cu aprindere prin compresie, însă primele vehicule feroviare cu propulsie prin motoare Diesel au fost exploatate eficient abia după cel de-al Doilea Război Mondial. Locomotivele diesel sunt folosite în continuare pentru a opera transporturi feroviare pe liniile ne-electrificate.

### Avantaje față de locomotiva cu abur
Locomotivele diesel prezintă avantaje asupra locomotivelor cu aburi deoarece pot fi operate de o singură persoană, făcându-le ideale pentru serviciile de manevră, nu au nevoie de întreținere intensivă, sunt mai curate, mai silențioase, rezistente la vreme și pot funcționa în cuplaj cu un singur echipaj operând mai multe locomotive într-un singur tren - ceea ce nu este practic pentru o locomotivă cu aburi.

## Clasificare
Clasificarea locomotivelor diesel se face în principal în funcție de metoda de transmisie a energiei generate de motor la roți. Principalele categorii de locomotive diesel sunt:
- locomotive diesel-mecanice, la care puterea este transmisă direct la roți; acest tip de transmisie este folosit doar pentru tracțiunea pe distanțe mici sau pentru manevră;
- locomotive diesel-hidraulice, a căror putere este transmisă la roți de o transmisie hidraulică;
- locomotive diesel-electrice, acționate de un motor diesel care antrenează un generator electric de curent alternativ sau continuu ce alimentează motoare electrice de curent continuu care antrenează roțile.

### Locomotivă electro-diesel
O locomotivă electro-diesel este un tip de locomotivă care poate opera atât ca locomotivă electrică pe liniile electrificate, cât și ca locomotivă diesel pe cele neelectrificate. Ele sunt folosite pe liniile ferate care sunt parțial electrificate fără schimbarea între o locomotivă diesel și una electrică, pentru a evita folosirea de  ,,diesel sub fire'' (folosirea unei locomotive diesel unde sunt disponibile linii electrificate) și pentru a da soluție unde motoarele diesel sunt interzise.

## Funcționare

### Funcționare în cuplaj
Cele mai multe locomotive diesel sunt capabile să funcționeze în cuplaj, ca un mijloc pentru a crește puterea și efortul de tracțiune pe trenurile mai grele.